# Arab (poemat)
Arab – poemat Juliusza Słowackiego, napisany w listopadzie 1830 roku w Warszawie, opublikowany w pierwszym tomie Poezyj w kwietniu 1832 roku. Jeden z dwóch poematów o kolorycie orientalnym pomieszczonych w tym zbiorze, które Słowacki dedykował Michałowi Roli Skibnickiemu.

## Treść
Podmiotem mówiącym, a zarazem bohaterem, jest bezimienny Arab, który samotnie na wielbłądzie przemierza stepy, w poczuciu nienawiści do świata pragnie czynić zło i odbierać ludziom szczęście tam, gdzie je spostrzeże. Utwór składa się z czterech obrazów pokazujących jego niszczycielską działalność.
Pierwszy obraz pokazuje ubogiego rybaka i poławiacza pereł, który jest szczęśliwy z tego, co posiada. Arab zakłóca jego spokój, rzucając w odmęty morskie drogocenną perłę, złupioną wcześniej jednej z wędrujących karawan. Rybak łudzony nadzieją odnalezienia perły i wielkiego bogactwa, jakie ona mogłaby mu dać, traci swoją dotychczasową pogodę ducha.
Druga część poematu pokazuje zatrutą przez Araba studnię, przy której umiera cała karawana. Początkowe okrzyki radości z odnalezienia źródła szybko zamieniają się w jęki konających. Jeden tylko starzec nie zdążył napić się wody wraz z innym i teraz obserwuje odejście swoich pięciu synów. Aby nie mógł skosztować wody ze studni i znaleźć ukojenia w śmierci, Arab porywa go i uwozi z dala od skażonego źródła.
Podczas polowania na strusia Arab spostrzega dziewicę promieniejącą radością. Przyczyną jej szczęścia jest miłość do Solima. Arab zabija chłopaka, lecz dziewczyna nadal jest radosna, twierdzi, że Solim odwiedza ją co noc pod postacią upiora i karmi się jej krwią. Dziewczyna jest szczęśliwa, że może dla niego złożyć ofiarę ze swojego życia. Arab odnajduje zwłoki Solima i, aby upiór nie powstał więcej, obcina mu głowę.
Nie tylko szczęście ludzkie niepokoi Araba. Niechęcią napawa go również piękno przyrody. Gdy odkrywa sekretną miłość palmy i źródła, które spod niej wypływa, postanawia podpalić drzewo.
Każdą z części narracyjnych kończy ustęp o charakterze refleksyjno-opisowym. W pierwszej Arab porównuje swoje żądne zemsty serce do skamieniałego podmorskiego korala; w drugiej – do obumierającej muszli ślimaka, wyrzuconej na brzeg przez morze. W trzeciej, patrząc na kołującego nad zatrutą studnią sępa, określa się z ironią najszczęśliwszym z pozostałych na ziemi ludzi. W ostatniej części czuje nadchodzącą śmierć, nie chce się dostać do raju, lecz prosi Proroka o odtworzenie dla jego duszy oblanego blaskiem słońcem stepu, chce na nim w absolutnej samotności rozkoszować się śmiercią swoich wrogów.

## Analiza
Arab jest poematem, który powstał w oparciu o wcześniejsze strofy Szanfarego. Z dawnego swojego dzieła usunął Słowacki konwencjonalne elementy fabularne tak, że mógłby Arab być epilogiem do Szanfarego. W przeciwieństwie do Szanfarego bezimienny Arab z nowego poematu nie jest odcinającym się od świata biernym samotnikiem, lecz aktywnie i chorobliwie stara się zwalczyć wszystkie przejawy szczęścia, jakie napotyka w świecie. Przeżywając tak skrajne emocje, staje się romantycznym dekadentem, szuka pobudzenia w podnietach ujemnych.
Poeta skupia się na warstwie psychologicznej: nie opisuje dokładnie żadnej ze zbrodni, natomiast koncentruje się na stanach emocjonalnych. Pod tym względem Juliusz Kleiner określa dzieło Słowackiego jako nowatorskie. Mickiewicz, tworząc swoich bohaterów, obdarza ich bogatą osobowością, ale skupia się na kwestiach moralnych. Słowacki zaś mógłby być określony – zdaniem Kleinera – jak Goethe dla języka niemieckiego, prekursorem psychologizmu w literaturze polskiej. Nie są to jeszcze subtelnie cieniowane uczucia, lecz jedna silnie zaakcentowana pasja. Nieokreślona krzywda doznana w przeszłości pobudza w Arabie nienawiść do całego świata. Bohater niszczy nie tylko ludzi, nie może także znieść piękna, które odkrywa w przyrodzie.
Arab posiada starannie zaplanowaną kompozycję. Słowacki stosuje byronowską technikę luźnych ustępów: każda z opowieści może być samodzielną nowelą, a wraz z innymi historiami buduje jedność poematu. Każdy epiczny ustęp znajduje krótkie podsumowanie w poetyckiej strofie zamykającej opowieść. Bohater jest do tego stopnia po byronowsku tajemniczy, że praktycznie nic o nim powiedzieć nie można, przy czym nie utrudnia to w żaden sposób lektury. Obrazowanie poetyckie, choć poeta mówi o rzeczach okrutnych, jest tu bardzo delikatne, co dodatkowo tworzy osobliwy kontrast między treścią a formą poematu.